# Daniel Carvalho
Pour les articles homonymes, voir Carvalho.
Daniel da Silva Carvalho, ou plus simplement Daniel Carvalho né le 1er mars 1983 est un footballeur international brésilien.

## Biographie
Il commence sa carrière en 2001 au SC Internacional, titularisé, il joue 66 matchs et marque 7 buts. Il participe aussi à la Coupe du monde de football des moins de 20 ans qu'il remporte avec le Brésil et il est considéré comme le meilleur joueur du tournoi. Il est alors remarqué par les recruteurs du CSKA Moscou et y signe en 2004. Mais bien qu'il joue régulièrement il se blesse et ne joue presque pas la saison 2004 mais il réapparait avec l'équipe en 2005 et en redevient un membre important.
Lorsque le CSKA arrive pour la première fois de son histoire en finale de la Coupe UEFA en 2005, il est l'auteur de 3 passes décisives et il est désigné homme du match (victoire 3 - 1).   
En juillet 2008, il est prêté à l'Internacional pour 6 mois, au Brésil, dans son ancien club. Il espère retrouver le niveau qui avait fait de lui le Joueur de l'année 2005 en Russie après 2 saisons de galère à cause des blessures; « Je n’ai pas joué un match depuis longtemps, mais j’espère jouer régulièrement pour l’Internacional. Je veux remercier le président, le staff et les fans du CSKA. Je suis désolé de ne pas pouvoir répondre aux attentes cette année. Je vais au Brésil, mais je ne dis pas au revoir à la Russie. J’espère être de retour au CSKA en janvier».
Il retourne en Russie au début de l'année 2009 mais ne retrouvant pas son meilleur niveau, il est prêté le 4 janvier 2010, au club qatari d'Al Arabi Doha.
En mai 2010, il retourne définitivement au Brésil pour un contrat de deux ans à l'Athlético Mineiro.

## Palmarès
- Coupe du monde des moins de 20 ans :
  - Vainqueur en 2003.
- Championnat de Russie :
  - Champion en 2005
  - Vice-champion en 2004.
- Coupe de Russie :
  - Vainqueur en 2005, 2006 et 2008.
- Supercoupe de Russie :
  - Vainqueur en 2004, 2006 et 2007.
- Coupe UEFA :
  - Vainqueur en 2005.
- Supercoupe de l'UEFA :
  - Finaliste en 2005.
- Élu Joueur de l'année 2005 en Russie.